# Moritz Diamant
Moritz Diamant (* 22. September 1830 in Wotitz; † 1. Juli 1884 in Marienbad) war ein Chemiker und Papierfabrikant.

## Leben und Wirken
Moritz Diamant war ein Sohn des Wotitzer Bürgers und Handelsmanns Michael Diamant (1797–1882). Er absolvierte ein Chemiestudium bei Justus von Liebig in München und arbeitete anschließend in der Papierherstellung. Er erfand ein Verfahren, um aus Stängeln und Blättern der in Ungarn oft vorkommenden Maispflanze einen Halbstoff zu erzeugen, der in der Papierherstellung eingesetzt werden konnte. Mit Hilfe der kaiserlich und königlichen Regierung und Alois Auer von Welsbach gründete er 1859 die erste Maisstrohstoffabrik in Roman-Szt. Mihaly. Im Jahr 1862 gründete er die Papierfabrik Peterndorf in Siebenbürgen. Von 1873 bis 1878 arbeitete er als Direktor in Deutschlandsberg. 1878 gründete er die Mürztaler Holzstoff- und Papierfabriken M. D. & Co. mit Sitzen in Kapfenberg und Bruck an der Mur.
Diamant heiratete Hedwig Eisig (1840–1882) aus Oestringen. Aus dieser Ehe stammten fünf Kinder. Der Sohn Berthold (1866–1942) leitete als Direktor die Papierfabrik Bruck/Mur der Familie, der Sohn Max Karl (* 1869) wurde Kommerzienrat und Direktor der Gräflich Henckel Donnersmarckschen Papierfabrik Frantschach in Kärnten.